# یان پورترفیلد

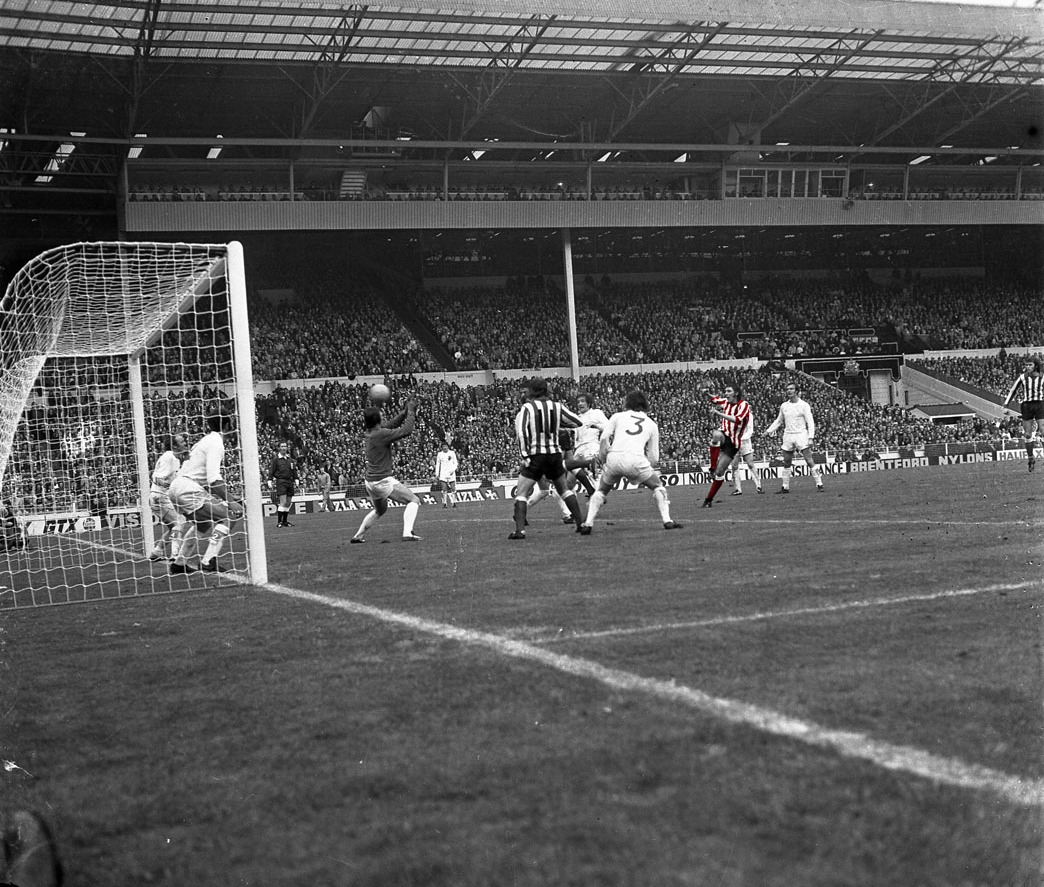
یان پورترفیلد در سمت راست تصویر با رنگ سرخ

 یان پورترفیلد  (به انگلیسی: Ian Porterfield) (زاده ۲۳ اکتبر ۱۹۵۷ - دانکستر) بازیکن سابق و مربی فوتبال اهل اسکاتلند است. وی سابقه عضویت در باشگاه ساندرلند و مربی‌گری در تیم چلسی و شفیلد یونایتد و چندین تیم ملی را دارد.